# Presjek
Presjek je opći, krovni pojam koji obuhvaća više značenja. Pojam presjeka široko se koristi u raznim područjima života i znanosti.
Presijecanje, glagolska imenica (od glagola presijecati, presjeći) iz koje je izveden pojam presjek, fizička je ili apstraktna radnja kojom se neki fizički ili zamišljeni predmet, slika, vrijeme itd. dijeli na dva ili više dijelova.
Od općeg, šireg pojma presjek izvedeni su drugi uži pojmovi presjeka. Tako se može govoriti o:
- Geometrijskom presjeku u matematici, kao na primjer presjek skupova, presjek dva pravca, konusni presjek...
- Presjeku u nacrtnoj geometriji, primijenjenom u arhitekturi, strojarstvu itd. gdje se na tehničkom crtežu prikazuje zamišljeni ili stvarni presjek nekog objekta (zgrade, stroja...)
- Presjeku kao svojstvu koje pruža cjelovitu sliku o nekoj osobi, predmetu, događaju, umjetničkom stvaranju itd., pri čemu se uzimaju karakteristični momenti iz određenog vremenskog razdoblja i slažu u cjelinu.

Često se kao sinonim presjeka koristi pojam profil, npr. profil krila, profil staze, profil umjetnika.